# Гусев, Кирилл Игоревич
Кирилл Игоревич Гусев (бел. Кірыл Ігаравіч Гусеў; род. 6 апреля 1999, Могилёв) — белорусский футболист, нападающий.

## Карьера

### «Днепр-Могилёв»

#### Начало карьеры
Воспитанник футбольной академии могилёвского «Днепра». В 2017 году футболист стал выступать за дублирующий состав могилёвского клуба. В конце августа 2017 года футболист подписал свой первый профессиональный контракт с могилёвским клубом. В 2018 году футболист стал подтягиваться к тренировкам с основной командой клуба. Дебютировал за клуб футболист 2 декабря 2018 года в заключительном матче чемпионата против «Ислочи», выйдя на замену на 52 минуте. В 2019 году футболист присоединился к новообразованному клубу «Дняпро», который создали после слияния могилёвского «Днепра» и минского «Луча». В клубе футболист продолжал выступать за дублирующий состав. В августе 2019 года футболист проходил просмотр в «Лиде», однако вернулся в расположение могилёвского клуба. В начале 2020 года «Дняпро» было расформировано, а футболист вместе со многими игроками присоединился к новому могилёвскому «Днепру», вместе с которым стал победителем чемпионата, заработав прямое повышение в Первую лигу.

#### Сезон 2021 (аренда в «Слоним-2017»)
В начале 2021 года футболист начинал подготовку к новому сезону с основной командой могилёвского клуба. Первый матч в новом сезоне футболист сыграл 30 апреля 2021 года против бобруйской «Белшины», выйдя на замену на 88 минуте. Своим первым забитым голом за клуб в сезоне футболист отличился 18 июня 2021 года в матче против гомельского «Локомотива». В следующем матче 22 июня 2021 года в рамках Кубка Беларуси против «Минска» футболист отличился своей первой в сезоне результативной передачей. В июле 2021 года футболист на правах арендного соглашения присоединился к «Слониму-2017», соглашения с которым было рассчитано до конца сезона. Дебютировал за клуб футболист 18 июля 2021 года в матче против «Барановичей», выйдя на поле в стартовом составе. Дебютным забитым голом за клуб футболист отличился 31 июля 2021 года в матче против  новополоцкого «Нафтана». В матче 11 сентября 2021 года против гомельского «Локомотива» футболист отличился забитым дублем. По итогу сезона футболист вместе с клубом завершил чемпионат на итоговом последнем месте. На протяжении сезона футболист выступал за клуб в роли одного из основных игроков, отличившись 5 забитыми голами. 

#### Сезон 2022
В январе 2022 года футболист продлил контракт с могилёвский клубом. В скором времени стало известно, что могилёвский «Днепр», из-за снятия брестского «Руха» в связи с финансовыми проблемами, отправляется выступать в Высшую лигу. Первый матч в новом сезоне футболист сыграл 7 марта 2022 года в рамках четвертьфинала Кубка Беларуси против гродненского «Немана», выйдя на замену на 88 минуте. Первый матч в чемпионате футболист сыграл 20 марта 2022 года против бобруйской «Белшины», выйдя на замену на 73 минуте. Своим первым забитым голом за клуб в сезоне футболист отличился 2 мая 2022 года в матче против «Витебска». В мае 2022 года футболист смог отличиться 3 забитыми голам и результативной передачей, показав свою лучшую результативность за сезон. Своим первым дублем в сезоне футболист отличился 23 июня 2022 года в матче «Кубка Беларуси» против витебского «Газовика». По итогу сезона футболист вместе с клубом завершил чемпионат на итоговом последнем месте в турнирной таблице, вылетев в Первую лигу. На протяжении сезона футболист выступал за клуб в роли одного из основных игроков, отличившись 6 забитыми голами и 2 результативными передачами.

#### Сезон 2023 (аренда в «Оршу»)
В декабре 2022 года футболист продлил контракт с могилёвским клубом до конца сезона. Первый матч в новом сезоне футболист сыграл 2 апреля 2023 года против «Орши», выйдя на замену на 59 минуте. Первым забитым голом в сезоне футболист отличился 4 июня 2023 года в матче против гомельского «Локомотива». В июле 2023 года футболист на правах арендного соглашения присоединился к «Орше», соглашение с которой рассчитано до конца сезона. Дебютировал за клуб футболист 20 августа 2023 года в матче против дзержинского «Арсенала», выйдя на замену на 78 минуте. Дебютным забитым голом за клуб футболист отличился 15 октября 2023 года в матче против «Осиповичей». По итогу сезона футболист вместе с клубом завершил чемпионат на итоговом четырнадцатом месте. На протяжении сезона футболист выступал за клуб в роли одного из основных игроков, отличившись забитым голом и голевой передачей. по окончании срока арендного соглашения футболист покинул клуб. В январе 2024 года футболист покинул могилёвский клуб по окончании срока действия контракта.

## Достижения
«Днепр-Могилёв»
- Победитель Второй лиги: 2020